# Banér (släkt)
Banér är en svensk uradelsätt från Uppland.
Ätten Banér ansågs av äldre tiders genealoger vara dansk och av samma stam som danska ätten Banner (Høeg). Något samband mellan dessa ätter kan emellertid ej påvisas. Namnen Banner respektive Banér har för de båda olika släkterna hämtats från släkternas vapens utseenden (så kallade talande vapen). Ättens äldste med säkerhet kände stamfader var väpnaren Isak Björnsson (Banér), som var häradshövding i Olands härad i Uppland; han kallas häradshövding 9 september 1375 och är ännu i livet 5 november 1388. Ättenamnet antogs under 1500-talets andra hälft.
Under perioden 1508–1813 ägde medlemmar av släkten Banér godset Djursholm i nuvarande Danderyds kommun i Uppland, och därför återfinns numera släktens stamvapen som en komponent i vapnet för Danderyds kommun. Sedan 1813 är istället Sjöö slott med tillhörande ägor släktens sätesgård. Godset, beläget söder om Örsundsbro mellan Uppsala och Enköping är idag ett av Sveriges största lantbruk.

## Ätten
Introducerad 10 mars–4 april 1625 under nr 17 i andra klassen.
- Gustaf Persson Banér upphöjdes 1651 i friherrligt stånd. Släkten introducerades på riddarhuset 1652 som friherrlig släkt nummer 22 och fortlever än idag.
- Gustaf Adam Banér upphöjdes 1651 i grevligt stånd för sin faders förtjänster, introducerad på riddarhuset som grevlig släkt nummer 11, som han själv slöt när han dog 1698.

## Kända medlemmar[1]
1. Väpnaren Isak Björnsson (1300-talet)
  1. Isak Isaksson (Banér), (död efter 1425) 
    1. Brita Isaksdotter, gift med Birger Nilsson (Sparre av Fyllingarum). [2]
    2. Riksrådet Eskil Isaksson (omkring 1415–1488)
      1. Adelsdamen Sigrid Eskilsdotter (Banér) (död 1527)
      2. Riksrådet Nils Eskilsson (omkring 1480–1520)
        1. Riddaren Axel Nilsson (död 1554)
          1. Riksrådet Sten Axelsson (1546–1600)
            1. Fältmarskalk Gustaf Persson Banér (1618–1689)

          2. Riksrådet Gustav Axelsson (1547–1600)
            1. Riksrådet Svante Gustafsson Banér (1584–1628)
              1. Riksrådet Svante Svantesson Banér (1624–1674)
                1. Generalen Johan Gabriel Banér (1662–1706)

            2. Diplomaten Peder Gustafsson Banér (1588–1644)
              1. Claes Pedersson Banér (1620–1675)
                1. Överste Per Banér (1653–1709)
                2. Generalen Johan Claesson Banér (1659–1736)
                3. Axel Claesson Banér (1661–1742)

            3. Fröken Sigrid Gustafsdotter Banér (1592–1669)
            4. Riksrådet Axel Gustafsson Banér (1594–1642)
            5. Fältherren Johan Gustafsson Banér (1596–1641)
              1. Riksrådet Gustaf Adam Banér (1624–1681)

            6. Ämbetsmannen Karl Gustafsson Banér (1598–1632)

          3. Amiral Peder Axelsson (omkring 1540–1565)

      3. Lagmannen Knut Eskilsson (1440-talet, omkring 1517)

  2. Väpnaren Anders Isaksson (1400-talet)